# Miki Servera
Miguel Servera Rodríguez, detto Miki (Palma di Maiorca, 14 luglio 1992), è un cestista spagnolo.